# Hermann-Josef Wagner
Hermann-Josef Wagner (* 3. Januar 1950 in St. Katharinen; † 15. November 2021) war ein deutscher Elektrotechniker, Hochschullehrer sowie Experte für Energiesysteme und -wirtschaft.

## Leben
Nach dem Abitur studierte er Elektrotechnik mit dem Schwerpunkt „Elektrische Energietechnik-Vertiefung Kernreaktortechnik“ an der RWTH Aachen.
Die damalige Kernforschungsanlage Jülich (heute Forschungszentrum Jülich) gab ihm ein Doktorandenstipendium über drei Jahre. Nach zwei Jahren wurde er wissenschaftlicher Mitarbeiter. Er promovierte 1978 an der RWTH Aachen bei Rudolf Schulten in der Fakultät Maschinenbau. In den folgenden Jahren war er als Wissenschaftlicher Mitarbeiter am Forschungszentrum Jülich und im Wissenschaftlichen Dienst des Deutschen Bundestages für die beiden Enquete-Kommissionen „Zukünftige Kernenergiepolitik“ tätig. In der zweiten Enquete-Kommission war er stellvertretender Sekretär der Kommission.
Im Jahr 1983 wurde er zum Leiter der Forschungsgruppe „Systemanalyse und Technologische Entwicklung (STE)“ der Kernforschungsanlage Jülich (heute Forschungszentrum Jülich) berufen. Diese Gruppe arbeitete auf den Gebieten Rohstoffverfügbarkeit, Energiemodelle und langfristige Energieplanungen, auch gemeinsam mit Institutionen in Brasilien, Russland, Indonesien und China.
1992 übernahm er eine Professur an der Technischen Universität Berlin. 1994 wurde er zum Honorarprofessor an der Universität Duisburg und im gleichen Jahr zum ordentlichen Professor der Universität Essen ernannt. Als Dekan war er an den Vorbereitungen zur Gründung der heutigen Universität Duisburg-Essen beteiligt. Zwischen 2001 und 2020 war er Inhaber des Lehrstuhls Energiesysteme und Energiewirtschaft an der Ruhr-Universität Bochum. Anschließend setzte er seine Arbeit in Forschung und Lehre bis zu seinem Tod im Rahmen einer Seniorprofessur fort.
Schwerpunkt seiner wissenschaftlichen Arbeit war die energie- und emissionsbezogene Bewertung von Energieanlagen. Er entwickelte die Methodik der Kumulierten Energie- und CO2-Analyse, einem Vorgänger der heute weltweit angewendeten Ökobilanzierung, mit.
Er beteiligte sich intensiv am Energiedialog in der Bundesrepublik Deutschland. Er war sechs Jahre Vorsitzender der „Gesellschaft Energietechnik“ und sechs Jahre Vorsitzender der Gesellschaft „Energie und Umwelt“ im Verein Deutscher Ingenieure, der sich über 23.000 der 156.000 VDI-Mitglieder zugeordnet hatten.
Er war einer der Mitbearbeiter des auf Wunsch des Bundesforschungsministeriums nach dem Kernreaktorunfall in Japan 2011 von der Nationalen Akademie der Wissenschaften Leopoldina erstellten Gutachtens zu den Ausstiegsmöglichkeiten aus der Kernenergie in Deutschland. Die Ergebnisse bestimmten die Entscheidungen des Deutschen Bundestages mit.
Wagner war verheiratet und Vater von zwei Kindern.

## Ehrungen
- 2005: Haihe Award of Honour, Municipal People’s Government of Tianjin, China
- 2006: Ehrenmedaille des Vereins Deutsche Ingenieure (VDI), Gesellschaft für Energietechnik
- 2006: Aufnahme in die Deutsche Akademie der Naturforscher Leopoldina[2]
- 2007: Ehrenzeichen des Vereins Deutscher Ingenieure (VDI)[3]
- 2010: Bundesverdienstkreuz am Bande[4]

## Werke
- Hermann-Josef Wagner: Die Ökobilanz des Offshore-Windparks alpha ventus, Energie und Nachhaltigkeit, Bd. 3, Berlin 2010, ISBN 978-3-643-10927-9
- Hermann-Josef Wagner: Was sind die Energien des 21. Jahrhunderts?: Der Wettlauf um die Lagerstätten, Forum für Verantwortung, Fischer Taschenbuch Verlag, Frankfurt am Main 2007, ISBN 978-3-596-17274-0
- Hermann-Josef Wagner, J. Mathur: Introduction to Hydro Energy Systems - Basics, Technology and Operation, Springer-Verlag, Berlin, Heidelberg 2011, ISBN 978-3-642-20708-2, ISBN 978-3-642-20709-9 (E-Book)
- Hermann-Josef Wagner, J. Mathur: Introduction to Wind Energy Systems - Basics, Technology and Operation, Second Edition, Springer-Verlag, Heidelberg, New York, Dordrecht, London, ISSN 1865-3529, ISBN 978-3-642-32975-3, ISBN 978-3-642-32976-0 (E-Book)
- Vicent Rosner, Hermann-Josef Wagner: Life cycle assessment and procress development of photobiological hydrogen production - From laboratory to large scal applications, Energy Procedia, 2012, Volume 29, pp. 532–540, Online: www.sciencedirect.com, DOI information: 10.1016/j.egypro.2012.09.062
- L. Cifarelli, F. Wagner, D.S. Wiersma (Hrsg.): New Strategies for Energy Generation, Conversion and Storage, Societá Italiana di Fisica, Bologna, 2013, ISBN 978-88-7438-079-4 mit folgenden Beiträgen:
- Hermann-Josef Wagner: Introduction to wind energy systems, S. 171–186
- Hermann-Josef Wagner: Life-Cycle Assessment of the wind farm alpha ventus, S. 187–194
- Hermann-Josef Wagner, Timo Eickelkmap, Vincent Rosner: Ökobilanz einer Solarthermieanlage in Einfamilienhäusern in Wüstenrot Stiftung (Hrsg.) Solarthermie - Technik, Potentiale, Wirtschaftlichkeit und Ökobilanz für Solarthermische Systeme in Einfamilienhäusern, S. 145–159, Wüstenrot Stiftung Ludwigsburg, 2014, ISBN 978-3-933249-89-0
- M. Schwarz, Julian Röder, Hermann-Josef Wagner: Ökobilanzen in der Pumpenindustrie, KA Korrespondenz Abwasser, Abfall, S. 606–612, GFA Verlag, Nr. 7, 2014, ISSN 1866-0029
- Hermann-Josef Wagner, J. Görres (Hrsg.): Wettbewerb Energieeffiziente Stadt, Band 2: Energieversorgung, Energiebilanzierung und Monitoring, LIT-Verlag, Berlin, 2014, ISBN 978-3-643-12711-2
- Vincent Rosner, Hermann-Josef Wagner: Analysis and assessment of current photobioreactor systems for photobiological hydrogen production in M. Rögner (editor): Biohydrogen, De Gruyter, Berlin, 2015, ISBN 978-3-11-033645-0
- Hermann-Josef Wagner: Erneuerbare Energien Wind und Sonne - Wo geht es technisch hin?, VGB-PowerTech, International Journal for Electricity and Heat Generation, Heft 1/2 2015, S. 33–34, ISSN 1435-3199
- Hermann-Josef Wagner: Mehr Strom, weniger CO2-Emissionen: Verbesserung der Kraftwerkswirkungsgrade weltweit, Energiewirtschaftliche Tagesfragen, 65. Jg. (2015), Heft 4, S. 34–35, etv Energieverlag GmbH, Essen, ISSN 0720-6240